# Campeonato Mundial de Balonmano Femenino Sub-18 de 2022
El Campeonato Mundial de Balonmano Femenino Sub-18 de 2022 es la 8ª edición del Campeonato Mundial de Balonmano Femenino Juvenil. Tuvo lugar en Macedonia del Norte entre el 30 de julio de 2022 y el 10 de agosto de 2022. En principio, el torneo se iba a celebrar en Georgia en un principio, pero se debió cambiar la ubicación a Macedonia del Norte debido a la invasión rusa de Ucrania de 2022.

## Fase de grupos

### Grupo A
| Equipo     | J | G | E | P | GF  | GC  | DG  | PTS |
| ---------- | - | - | - | - | --- | --- | --- | --- |
| Islandia   | 3 | 2 | 1 | 0 | 82  | 53  | +29 | 5   |
| Suecia     | 3 | 2 | 0 | 1 | 100 | 76  | +24 | 4   |
| Montenegro | 3 | 1 | 1 | 1 | 80  | 63  | +17 | 3   |
| Argelia    | 3 | 0 | 0 | 3 | 64  | 134 | -70 | 0   |

- Resultados

| Fecha | Hora | Partido    | Partido | Partido    | Resultado |
| ----- | ---- | ---------- | ------- | ---------- | --------- |
| 30.07 |      | Montenegro | -       | Argelia    | 38-16     |
| 30.07 |      | Suecia     | -       | Islandia   | 17-22     |
| 31.07 |      | Suecia     | -       | Argelia    | 54-30     |
| 31.07 |      | Islandia   | -       | Montenegro | 18-18     |
| 02.08 |      | Argelia    | -       | Islandia   | 18-42     |
| 02.08 |      | Montenegro | -       | Suecia     | 24-29     |

### Grupo B
| Equipo              | J | G | E | P | GF  | GC  | DG  | PTS |
| ------------------- | - | - | - | - | --- | --- | --- | --- |
| Macedonia del Norte | 3 | 3 | 0 | 0 | 102 | 62  | +40 | 6   |
| Irán                | 3 | 2 | 0 | 1 | 105 | 91  | +14 | 4   |
| Senegal             | 3 | 1 | 0 | 2 | 76  | 103 | -27 | 2   |
| Uzbekistán          | 3 | 0 | 0 | 3 | 93  | 120 | -27 | 0   |

- Resultados

| Fecha | Hora | Partido             | Partido | Partido             | Resultado |
| ----- | ---- | ------------------- | ------- | ------------------- | --------- |
| 30.07 |      | Irán                | -       | Uzbekistán          | 47-31     |
| 30.07 |      | Macedonia del Norte | -       | Senegal             | 32-13     |
| 31.07 |      | Senegal             | -       | Irán                | 29-39     |
| 31.07 |      | Macedonia del Norte | -       | Uzbekistán          | 39-30     |
| 02.08 |      | Uzbekistán          | -       | Senegal             | 32-34     |
| 02.08 |      | Irán                | -       | Macedonia del Norte | 19-31     |

### Grupo C
| Equipo      | J | G | E | P | GF | GC | DG  | PTS |
| ----------- | - | - | - | - | -- | -- | --- | --- |
| Dinamarca   | 3 | 3 | 0 | 0 | 96 | 66 | +30 | 6   |
| Portugal    | 3 | 2 | 0 | 1 | 87 | 84 | +3  | 4   |
| Islas Feroe | 3 | 1 | 0 | 2 | 75 | 82 | -7  | 2   |
| Austria     | 3 | 0 | 0 | 3 | 70 | 96 | -26 | 0   |

- Resultados

| Fecha | Hora | Partido     | Partido | Partido     | Resultado |
| ----- | ---- | ----------- | ------- | ----------- | --------- |
| 30.07 |      | Portugal    | -       | Islas Feroe | 29-24     |
| 30.07 |      | Dinamarca   | -       | Austria     | 32-21     |
| 31.07 |      | Islas Feroe | -       | Dinamarca   | 20-31     |
| 31.07 |      | Portugal    | -       | Austria     | 33-27     |
| 02.08 |      | Austria     | -       | Islas Feroe | 22-31     |
| 02.08 |      | Dinamarca   | -       | Portugal    | 33-25     |

### Grupo D
| Equipo     | J | G | E | P | GF  | GC  | DG  | PTS |
| ---------- | - | - | - | - | --- | --- | --- | --- |
| Egipto     | 3 | 3 | 0 | 0 | 114 | 86  | +28 | 6   |
| Croacia    | 3 | 2 | 0 | 1 | 116 | 95  | +21 | 4   |
| Kazajistán | 3 | 1 | 0 | 2 | 57  | 70  | -13 | 2   |
| India      | 3 | 0 | 0 | 3 | 70  | 106 | -36 | 0   |

- Resultados

| Fecha | Hora | Partido    | Partido | Partido    | Resultado |
| ----- | ---- | ---------- | ------- | ---------- | --------- |
| 30.07 |      | Kazajistán | -       | India      | 10-0      |
| 30.07 |      | Croacia    | -       | Egipto     | 31-33     |
| 31.07 |      | India      | -       | Croacia    | 36-54     |
| 31.07 |      | Kazajistán | -       | Egipto     | 21-39     |
| 02.08 |      | Egipto     | -       | India      | 42-34     |
| 02.08 |      | Croacia    | -       | Kazajistán | 31-26     |

### Grupo E
| Equipo       | J | G | E | P | GF  | GC  | DG  | PTS |
| ------------ | - | - | - | - | --- | --- | --- | --- |
| Países Bajos | 3 | 2 | 1 | 0 | 93  | 66  | +27 | 5   |
| Rumania      | 3 | 2 | 1 | 0 | 103 | 81  | +22 | 5   |
| Eslovenia    | 3 | 1 | 0 | 2 | 75  | 98  | -23 | 2   |
| Guinea       | 3 | 0 | 0 | 3 | 79  | 105 | -26 | 0   |

- Resultados

| Fecha | Hora | Partido      | Partido | Partido   | Resultado |
| ----- | ---- | ------------ | ------- | --------- | --------- |
| 30.07 |      | Países Bajos | -       | Eslovenia | 31-17     |
| 30.07 |      | Rumania      | -       | Guinea    | 39-27     |
| 31.07 |      | Países Bajos | -       | Guinea    | 33-20     |
| 31.07 |      | Eslovenia    | -       | Rumania   | 25-35     |
| 02.08 |      | Guinea       | -       | Eslovenia | 32-33     |
| 02.08 |      | Países Bajos | -       | Rumania   | 29-29     |

### Grupo F
| Equipo        | J | G | E | P | GF  | GC  | DG  | PTS |
| ------------- | - | - | - | - | --- | --- | --- | --- |
| Corea del Sur | 3 | 3 | 0 | 0 | 100 | 86  | +14 | 6   |
| Alemania      | 3 | 2 | 0 | 1 | 97  | 75  | +22 | 4   |
| Suiza         | 3 | 1 | 0 | 2 | 80  | 86  | -6  | 2   |
| Eslovaquia    | 3 | 0 | 0 | 3 | 72  | 102 | -30 | 0   |

- Resultados

| Fecha | Hora | Partido       | Partido | Partido       | Resultado |
| ----- | ---- | ------------- | ------- | ------------- | --------- |
| 30.07 |      | Suiza         | -       | Corea del Sur | 28-32     |
| 30.07 |      | Alemania      | -       | Eslovaquia    | 39-18     |
| 01.08 |      | Corea del Sur | -       | Alemania      | 34-28     |
| 01.08 |      | Suiza         | -       | Eslovaquia    | 29-24     |
| 02.08 |      | Eslovaquia    | -       | Corea del Sur | 30-34     |
| 02.08 |      | Alemania      | -       | Suiza         | 30-23     |

### Grupo G
| Equipo          | J | G | E | P | GF | GC | DG  | PTS |
| --------------- | - | - | - | - | -- | -- | --- | --- |
| Noruega         | 3 | 3 | 0 | 0 | 84 | 56 | +28 | 6   |
| Brasil          | 3 | 1 | 1 | 1 | 78 | 77 | +1  | 3   |
| República Checa | 3 | 1 | 1 | 1 | 71 | 74 | -3  | 3   |
| Uruguay         | 3 | 0 | 0 | 3 | 59 | 85 | -26 | 0   |

- Resultados

| Fecha | Hora | Partido         | Partido | Partido         | Resultado |
| ----- | ---- | --------------- | ------- | --------------- | --------- |
| 30.07 |      | República Checa | -       | Uruguay         | 24-23     |
| 30.07 |      | Noruega         | -       | Brasil          | 31-19     |
| 01.08 |      | Uruguay         | -       | Noruega         | 18-30     |
| 01.08 |      | República Checa | -       | Brasil          | 28-28     |
| 02.08 |      | Brasil          | -       | Uruguay         | 31-18     |
| 02.08 |      | Noruega         | -       | República Checa | 23-19     |

### Grupo H
| Equipo    | J | G | E | P | GF | GC  | DG  | PTS |
| --------- | - | - | - | - | -- | --- | --- | --- |
| Hungría   | 3 | 3 | 0 | 0 | 89 | 70  | +19 | 6   |
| Francia   | 3 | 2 | 0 | 1 | 75 | 70  | +5  | 4   |
| España    | 3 | 1 | 0 | 2 | 93 | 85  | +8  | 2   |
| Argentina | 3 | 0 | 0 | 3 | 69 | 101 | -32 | 0   |

- Resultados

| Fecha | Hora | Partido   | Partido | Partido   | Resultado |
| ----- | ---- | --------- | ------- | --------- | --------- |
| 30.07 |      | Francia   | -       | España    | 31-28     |
| 30.07 |      | Hungría   | -       | Argentina | 39-23     |
| 01.08 |      | Francia   | -       | Argentina | 23-20     |
| 01.08 |      | España    | -       | Hungría   | 26-28     |
| 02.08 |      | Argentina | -       | España    | 26-39     |
| 02.08 |      | Hungría   | -       | Francia   | 22-21     |

## Main Round

### Grupo I
| Equipo              | J | G | E | P | GF | GC | DG  | PTS |
| ------------------- | - | - | - | - | -- | -- | --- | --- |
| Islandia            | 3 | 3 | 0 | 0 | 75 | 56 | +19 | 6   |
| Suecia              | 3 | 1 | 1 | 1 | 76 | 61 | +15 | 1   |
| Macedonia del Norte | 3 | 1 | 1 | 1 | 73 | 64 | +9  | 3   |
| Irán                | 3 | 0 | 0 | 3 | 55 | 98 | -43 | 0   |

- Resultados

| Fecha | Hora | Partido             | Partido | Partido             | Resultado |
| ----- | ---- | ------------------- | ------- | ------------------- | --------- |
| 03.08 |      | Islandia            | -       | Irán                | 28-17     |
| 03.08 |      | Macedonia del Norte | -       | Suecia              | 20-20     |
| 05.08 |      | Suecia              | -       | Irán                | 39-19     |
| 05.08 |      | Islandia            | -       | Macedonia del Norte | 25-22     |

### Grupo II
| Equipo    | J | G | E | P | GF | GC | DG  | PTS |
| --------- | - | - | - | - | -- | -- | --- | --- |
| Dinamarca | 3 | 3 | 0 | 0 | 94 | 75 | +19 | 6   |
| Egipto    | 3 | 2 | 0 | 1 | 84 | 85 | -1  | 4   |
| Croacia   | 3 | 0 | 1 | 2 | 82 | 90 | -8  | 1   |
| Portugal  | 3 | 0 | 1 | 2 | 75 | 85 | -10 | 1   |

- Resultados

| Fecha | Hora | Partido   | Partido | Partido  | Resultado |
| ----- | ---- | --------- | ------- | -------- | --------- |
| 03.08 |      | Dinamarca | -       | Croacia  | 29-23     |
| 03.08 |      | Egipto    | -       | Portugal | 24-22     |
| 05.08 |      | Dinamarca | -       | Egipto   | 32-27     |
| 05.08 |      | Portugal  | -       | Croacia  | 28-28     |

### Grupo III
| Equipo        | J | G | E | P | GF | GC | DG  | PTS |
| ------------- | - | - | - | - | -- | -- | --- | --- |
| Corea del Sur | 3 | 3 | 0 | 0 | 93 | 83 | +10 | 6   |
| Países Bajos  | 3 | 1 | 1 | 1 | 84 | 80 | +4  | 3   |
| Alemania      | 3 | 1 | 0 | 2 | 81 | 92 | -11 | 2   |
| Rumania       | 3 | 0 | 1 | 2 | 87 | 90 | -3  | 1   |

- Resultados

| Fecha | Hora | Partido       | Partido | Partido       | Resultado |
| ----- | ---- | ------------- | ------- | ------------- | --------- |
| 04.08 |      | Países Bajos  | -       | Alemania      | 31-25     |
| 04.08 |      | Corea del Sur | -       | Rumania       | 33-31     |
| 05.08 |      | Países Bajos  | -       | Corea del Sur | 24-26     |
| 05.08 |      | Rumania       | -       | Alemania      | 27-28     |

### Grupo IV
| Equipo  | J | G | E | P | GF | GC | DG  | PTS |
| ------- | - | - | - | - | -- | -- | --- | --- |
| Hungría | 3 | 3 | 0 | 0 | 78 | 56 | +22 | 6   |
| Francia | 3 | 2 | 0 | 1 | 73 | 58 | +15 | 4   |
| Noruega | 3 | 1 | 0 | 2 | 69 | 65 | +4  | 2   |
| Brasil  | 3 | 0 | 0 | 3 | 52 | 93 | -41 | 0   |

- Resultados

| Fecha | Hora | Partido | Partido | Partido | Resultado |
| ----- | ---- | ------- | ------- | ------- | --------- |
| 04.08 |      | Noruega | -       | Francia | 19-22     |
| 04.08 |      | Hungría | -       | Brasil  | 32-16     |
| 05.08 |      | Noruega | -       | Hungría | 19-24     |
| 05.08 |      | Brasil  | -       | Francia | 17-30     |

## Cuartos de final
| Equipo 1      | Resultado | Equipo 2     |
| ------------- | --------- | ------------ |
| Islandia      | 26-27     | Países Bajos |
| Dinamarca     | 32-26     | Francia      |
| Corea del Sur | 33-27     | Suecia       |
| Hungría       | 28-23     | Egipto       |

## Fase final
|  | Semifinales   | Semifinales   |              |    | Final | Final |
|  |               |               |              |    |       |       |
|  | 8 de agosto   |               |              |    |       |       |
|  |               |               |              |    |       |       |
|  | Países Bajos  | 21            |              |    |       |       |
|  | Países Bajos  | 21            | 10 de agosto |    |       |       |
|  | Dinamarca     | 37            |              |    |       |       |
|  | Dinamarca     | 37            | Dinamarca    | 28 |       |       |
|  | 8 de agosto   |               | Dinamarca    | 28 |       |       |
|  |               | Corea del Sur | 31           |    |       |       |
|  | Corea del Sur | Corea del Sur | 31           | 30 |       |       |
|  | Corea del Sur |               |              | 30 |       |       |
|  | Hungría       | 29            |              |    |       |       |
|  | Hungría       | 29            | 3º Puesto    |    |       |       |
|  |               |               |              |    |       |       |
|  | 10 de agosto  |               |              |    |       |       |
|  |               |               |              |    |       |       |
|  | Países Bajos  | 26            |              |    |       |       |
|  | Países Bajos  | 26            |              |    |       |       |
|  | Hungría       | 27            |              |    |       |       |

| Campeonato Mundial femenino sub-18 2022 |
| --------------------------------------- |
|                                         |
| Corea del Sur 1.er Título               |

## Clasificación general
| Posición | Equipo              |
| -------- | ------------------- |
|          | Corea del Sur       |
|          | Dinamarca           |
|          | Hungría             |
| 4        | Países Bajos        |
| 5        | Francia             |
| 6        | Suecia              |
| 7        | Egipto              |
| 8        | Islandia            |
| 9        | Noruega             |
| 10       | Alemania            |
| 11       | Croacia             |
| 12       | Macedonia del Norte |
| 13       | Portugal            |
| 14       | Rumania             |
| 15       | Brasil              |
| 16       | Irán                |
| 17       | España              |
| 18       | Montenegro          |
| 19       | Islas Feroe         |
| 20       | Eslovenia           |
| 21       | Suiza               |
| 22       | República Checa     |
| 23       | Austria             |
| 24       | Uzbekistán          |
| 25       | Argentina           |
| 26       | Eslovaquia          |
| 27       | Kazajistán          |
| 28       | Senegal             |
| 29       | Guinea              |
| 30       | India               |
| 31       | Uruguay             |
| 32       | Argelia             |